# 10104 Хобурґсґаббен
10104 Хобурґсґаббен (10104 Hoburgsgubben) — астероїд головного поясу, відкритий 2 березня 1992 року.
Тіссеранів параметр щодо Юпітера — 3,564.